# Richard B. Myers

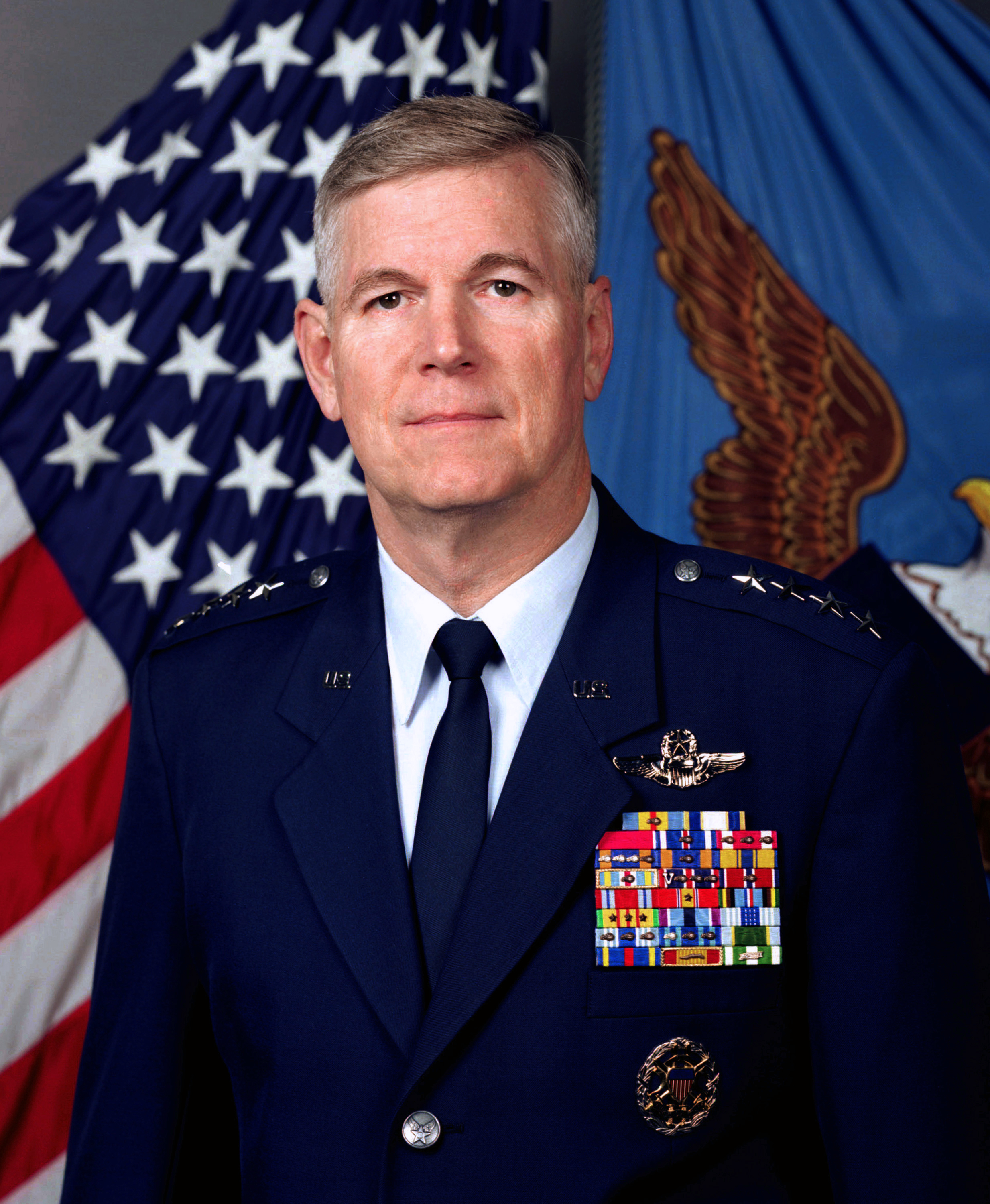
General Richard B. Myers

Richard Bowman Myers (* 1. März 1942 in Kansas City, Missouri) ist ein ehemaliger General der US Air Force und war vom 1. Oktober 2001 bis zum 30. September 2005 der Vorsitzende der Joint Chiefs of Staff und damit der ranghöchste Offizier der US-Streitkräfte.

## Leben
Richard B. Myers trat im Jahr 1965 in die Air Force ein. Nach seiner Pilotenausbildung leistete er 4100 Flugstunden auf den Jagdflugzeugen F-4, F-15 und F-16.
Es folgten eine Vielzahl an Kommando- und Stabsfunktionen in der US Air Force. Unter anderem war er in den Jahren 1997 und 1998 Kommandeur der Pacific Air Forces. Danach kommandierte er zwischen dem 14. August 1998 und dem 22. Februar 2000 gleichzeitig den North American Aerospace Defense Command (NORAD) und den Space Operations Command. 
Bevor General Myers selbst Generalstabschef wurde, diente er unter seinem Vorgänger, dem US-Army-General Henry H. Shelton, 19 Monate lang als dessen Stellvertreter. Sein Nachfolger als Vorsitzender der Joint Chiefs of Staff ist USMC-General Peter Pace. General Myers und seine Ehefrau haben zwei Töchter und einen Sohn.
Am 11. September 2001 vertrat General Myers routinemäßig den Generalstabschef Henry H. Shelton, der auf einem Flug nach London war. Myers gab an diesem Tag den Verteidigungsbereitschaftszustand DEFCON 3 aus, was zuletzt 1973 während des Jom-Kippur-Krieges geschah.
Von November 2016 bis Februar 2022 war Myers Präsident der Kansas State University.

## Auszeichnungen
Auswahl von Dekorationen, sortiert in Anlehnung der Order of Precedence of the Military Awards
- Presidential Medal of Freedom (2005)
- Defense Distinguished Service Medal (4 ×)
- Army Distinguished Service Medal
- Navy Distinguished Service Medal
- Air Force Distinguished Service Medal (2 ×)
- Legion of Merit
- Distinguished Flying Cross (2 ×)
- Meritorious Service Medal (4 ×)
- Air Medal (19 ×)
- Humanitarian Service Medal
- Großoffizier des Verdienstordens der Italienischen Republik
- Orden des Adlerkreuzes I. Klasse
- Großoffizier des Sterns von Rumänien